# Казанцев, Александр Петрович (физик-теоретик)
Алекса́ндр Петро́вич Каза́нцев (3 марта 1934 - 14 сентября 1989) — советский физик-теоретик.

## Биография
Александр Петрович Казанцев — выдающийся советский физик-теоретик, внесший решающий вклад в развитие теории механического действия света на атомы.
В фундаментальном цикле работ 1972—1978 гг. [1-5] А. П. Казанцевым была построена общая теория взаимодействия атома с квазирезонансным неоднородным световым полем с учетом эффектов отдачи при спонтанных и вынужденных переходах. На основе этой теории А. П. Казанцевым была дана классификация сил, действующих на атом, основанная на анализе относительных вкладов спонтанных и вынужденных переходов (силы спонтанного светового давления, силы вынужденного светового давления и силы смешанного типа) и рассмотрены различные варианты их применения для эффективного управления поступательным движением атомов. В частности, им был сделан ряд пионерских предложений по ускорению/замедлению и нагреванию/охлаждению атомов в поле сильной стоячей световой волны, а также по выпрямлению силы светового давления [6]. Он же в соавторстве с Г. И. Сурдутовичем впервые предложил и теоретически обосновал возможность рассеяния нейтральных частиц (атомов и молекул) полем стоячей световой волны на большие углы (резонансный аналог эффекта Капицы-Дирака) [7]. Другой принципиально важной пионерской идеей, выдвинутой А. П. Казанцевым с соавторами (Б. Я. Дубецкий, В. П. Чеботаев, В. П. Яковлев), была интерференция волн материи холодных атомов в пространственно разнесенных оптических полях [8,9]. Дальнейшее развитие этой идеи в работах К. Борде, С. Чу, М. Казевича и др. привело к возникновению новой области исследований — атомной интерферометрии с широким кругом приложений от оптических стандартов частоты до сверхчувствительных сенсоров гравитации и вращений. Чрезвычайно плодотворной оказалась введенная А. П. Казанцевым концепция двух квазичастичных (адиабатических или одетых) состояний (потенциалов) атома в квазирезонансном поле, которая позволила единым образом рассмотреть ряд различных явлений, связанных с самосогласованным описанием внутренних и поступательных степеней свободы атома в неоднородном поле. В частности, им было показано, что некогерентное перемешивание квазичастичных состояний из-за спонтанной релаксации атома приводит к пространственному гистерезису в отклике движущегося атома и возникновению запаздывающей градиентной силы смешанного типа [3,5]. Этот эффект известный, благодаря более поздней работе Дж. Далибарда и К. Коэн-Тануджи, как эффект Сизифа, является основой для наиболее распространенного метода лазерного охлаждения атомов до сверхнизких температур (1-5 мкК).
Результаты исследований А. П. Казанцева в области механического действия света на атомы систематически изложены в двух монографиях [10,11], которые давно стали настольными книгами физиков-теоретиков, специализирующихся в данной области.
Пионерские теоретические работы А. П. Казанцева хорошо известны специалистам и широко цитируются, в частности, его роль, как одного из основоположников теории резонансного светового давления, подчеркивалась в нобелевской лекции К. Коэн-Таннуджи [12].
Литература:
1. А. П. Казанцев, Ускорение атомов резонансным полем, ЖЭТФ 63, 1628 (1972).
2. А. П. Казанцев, Ускорение атомов стационарным полем, Письма в ЖЭТФ 17, 212 (1973).
3. А. П. Казанцев, Ускорение атомов светом, ЖЭТФ 66, 1599 (1974).
4. А. П. Казанцев, Эффект отдачи в сильном резонансном поле, ЖЭТФ 67, 1660 (1974).
5. А. П. Казанцев, Резонансное световое давление, УФН 124, 113 (1978).
6. А. П. Казанцев, И. В. Краснов, Эффект выпрямления градиентной силы резонансного светового давления, Письма в ЖЭТФ 46, 264 (1987).
7. А. П. Казанцев, Г. И. Сурдутович, Эффект Капицы-Дирака для атомов в сильном резонансном поле, Письма в ЖЭТФ 21, 346 (1975).
8. Б. Я. Дубецкий, А. П. Казанцев, В. П. Чеботаев, В. П. Яковлев, Интерференция атомов и получение атомных пространственных решеток в световых полях, Письма в ЖЭТФ 39, 531 (1984).
9. Б. Я. Дубецкий, А. П. Казанцев, В. П. Чеботаев, В. П. Яковлев, Интерференция атомов в разнесенных оптических полях, ЖЭТФ 89, 1190 (1985).
10. A.P. Kazantsev, G.I. Surdutovich, V.P. Yakovlev, Mechanical action of light on atoms, World Scientific, Singapore (1990).
11. А. П. Казанцев, Г. И. Сурдутович, В. П. Яковлев, Механическое действие света на атомы, Наука, Москва (1991).
12. C.N. Cohen-Tannoudji, Manipulating atoms with photons, Rev. Mod. Phys. 70, 707 (1998); К. Н. Коэн-Тануджи, Управление атомами с помощью фотонов, УФН 169, 292 (1999).